# Ture Eriksson (Bielke)
Ture Eriksson (Bielke), död 1533 eller 1534, var en svensk riddare och riksråd, delaktig i Västgötaherrarnas uppror och dömdes 1529.

## Biografi
Eriksson var son till riksrådet Erik Turesson (Bielke) och Gunilla Johansdotter (Bese). Eriksson blev 1527 hövitsman på Läckö slott. Han dubbades till riddare vid kröningen av Gustav Vasa i Uppsala 12 januari 1528. Eriksson var riksråd från 1528 till 1529. Han var delaktig i Västgötaherrarnas uppror 1529 och dömdes 23 juni samma år till döden. Tack var sin mor, blev han benådad till dödsstraff mot en bot på 2000 gyllen. Eriksson avled efter 1533.
Han ärvde efter sin farbror Sten Turesson (Bielke), gården Rävelsta i Altuna socken och fick vid äktenskapet med Bengtsdotter, gårdarna Benhamra i Vada socken och Påtorp i Fristads socken. Från 1526 till 1529 hade han i förläning Frökinds härad och Vedens härad. Från 1527 ägde han även Läckö län.

### Västgötaherrarnas uppror
Tillsammans med Måns Bryntesson (Lilliehöök) och Nils Olofsson (Vinge) stod han i spetsen för det 1529 planerade upproret mot Gustav Vasa. Ture Erikssons roll skulle där vara att uppvigla i Dalarna. Han försökte sedan företaget misslyckats snabbt dra sig ur spelet. På riksdagen i Strängnäs i juni 1529 blev han tillsammans med Måns Bryntesson och Nils Olofsson dömd till döden, men fick på sin moders förbön nåd. Bielke förlorade sina förläningar 1529, inklusive Läckö. Sina egendomar fick han behålla, men måste erlägga en större summa pengar till kungen.[källa behövs]

### Familj
Eriksson gifte sig omkring 1522 med Brita Bengtsdotter (Lillie). Hon var dotter till riksrådet Bengt Gregersson (Lillie) och Märta Arendtsdotter (tillbakaseende ulv). Bengtsdotter var änka efter riksrådet och lagmannen Bengt Gylta (död 1520) i Tiohärads lagsaga. Eriksson och Bengtsdotter fick tillsammans barnen Märta Turesdotter, Anna Turesdotter (död 1573) som var gift med riksrådet Måns Svensson (Somme), Ingegerd Turesdotter (död före 1560) som var gift med ståthållaren Knut Haraldsson Soop och Elin Turesdotter som var gift med Ivar Månsson (lilljeörn).